# Fanerozoikum

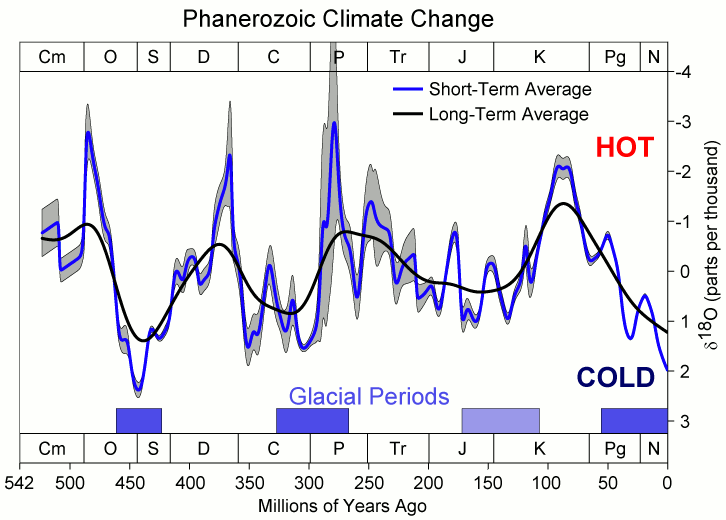
Izotopické poměry indikující změny teploty (podle Veizera).

Fanerozoikum (z řec. φανερός faneros, patrný, viditelný a ζωή zóé, život) je označení geologického období posledních přibližně 540 milionů let. Jedná se o dobu charakteristickou rozvinutými formami života na Zemi.
Fanerozoikum je nejmladší ze čtyř věků (eonů) Země a dále se dělí do tří velkých ér:
- paleozoikum (prvohory) – období prvotních živočichů
- mezozoikum (druhohory) – éra dinosaurů a plazů
- kenozoikum (třetihory a čtvrtohory) – éra savců

Starší dělení na čtyři „hory” tedy bylo redukováno na tři éry. Čtvrtohory pak byly zařazeny jako nižší geologická časová jednotka (geologická perioda) následující po paleogénu a neogénu, na které bylo rozděleno období tradičně označované jako třetihory.
Bouřlivý rozvoj života, kterým započalo fanerozoikum, se nazývá kambrická exploze. K dalším velkým událostem tohoto eonu, které proměnily život na Zemi, patřilo vymírání na konci permu a vymírání na konci křídy, které oddělují jednotlivé éry.
Průměrná teplota Země ve fanerozoiku byla přibližně 20 °C a pohybovala se od 10 °C do více než 25 °C, přičemž dnešní teplota je podprůměrná a rovna přibližně 14,5 °C. Podle novější studie se průměrná teplota povrchu Země pohybovala v rozsahu 11 °C až 36 °C. Z geologického hlediska je nyní díky zalednění stále doba ledová.